# Nothochrysa capitatus
Nothochrysa capitatus là một loài côn trùng trong họ Chrysopidae thuộc bộ Neuroptera. Loài này được Fabricius miêu tả năm 1793.